# (آر)-۳-نیتروبی‌فنیلین
(آر)-۳-نیتروبی‌فنیلین (انگلیسی: (R)-3-Nitrobiphenyline) دارویی است که به عنوان آگونیست α2-آدرنرژیک، انتخابی برای زیرگروه α2C، و همچنین یک آنتاگونیست ضعیف در زیرگروه های α2A و α2B عمل می کند. در پژوهش های علمی برای مشخص کردن خواص اتصال و عملکرد زیرگروه α2C استفاده شده است.